# Ġnien is-Sultan
Ġnien is-Sultan (malt.  Ogród króla), znany również jako Giardino della Marina, Grand Master’s Garden or Lascaris Garden – były ogród w Valletcie na Malcie, założony w XVII wieku przez Juana de Lascaris-Castellara. Znajdowała się w nim letnia rezydencja Wielkiego Mistrza.
Budynek rezydencji oraz część ogrodu zostały zburzone w XIX wieku przez armię brytyjską, aby zrobić miejsce dla Baterii Lascaris, baterii artyleryjskiej z kazamatami, nazwanej tak na cześć Wielkiego Mistrza – budowniczego ogrodu. Pozostała część ogrodu zniwelowana została w XX wieku, w miejscu tym znajduje się teraz blok mieszkalny budownictwa socjalnego.

## Historia
Kiedy w roku 1566 Francesco Laparelli projektował fortyfikacje Valletty, na wschodnim krańcu fortyfikacji od strony lądu zaprojektował dwupoziomowy półbastion, górujący ponad Grand Harbour, znany jako Bastion św. Piotra i Pawła. Półbastion ten był za wysoki, aby zapewnić odpowiednią obronę, stąd na początku XVII wieku skalisty brzeg poniżej niego przekształcony został w faussebraye (lub kleszcze), z wykutym w skale rowem, ciągnącym się od bastionu do Del Monte Gate. Budowa zlecona została lokalnemu wykonawcy Maestro Xara. Fortyfikacja ta zaczęła być znana jako Lascaris Bastion, nazwana tak na cześć Wielkiego Mistrza Lascarisa, który zlecił jej wykonanie.

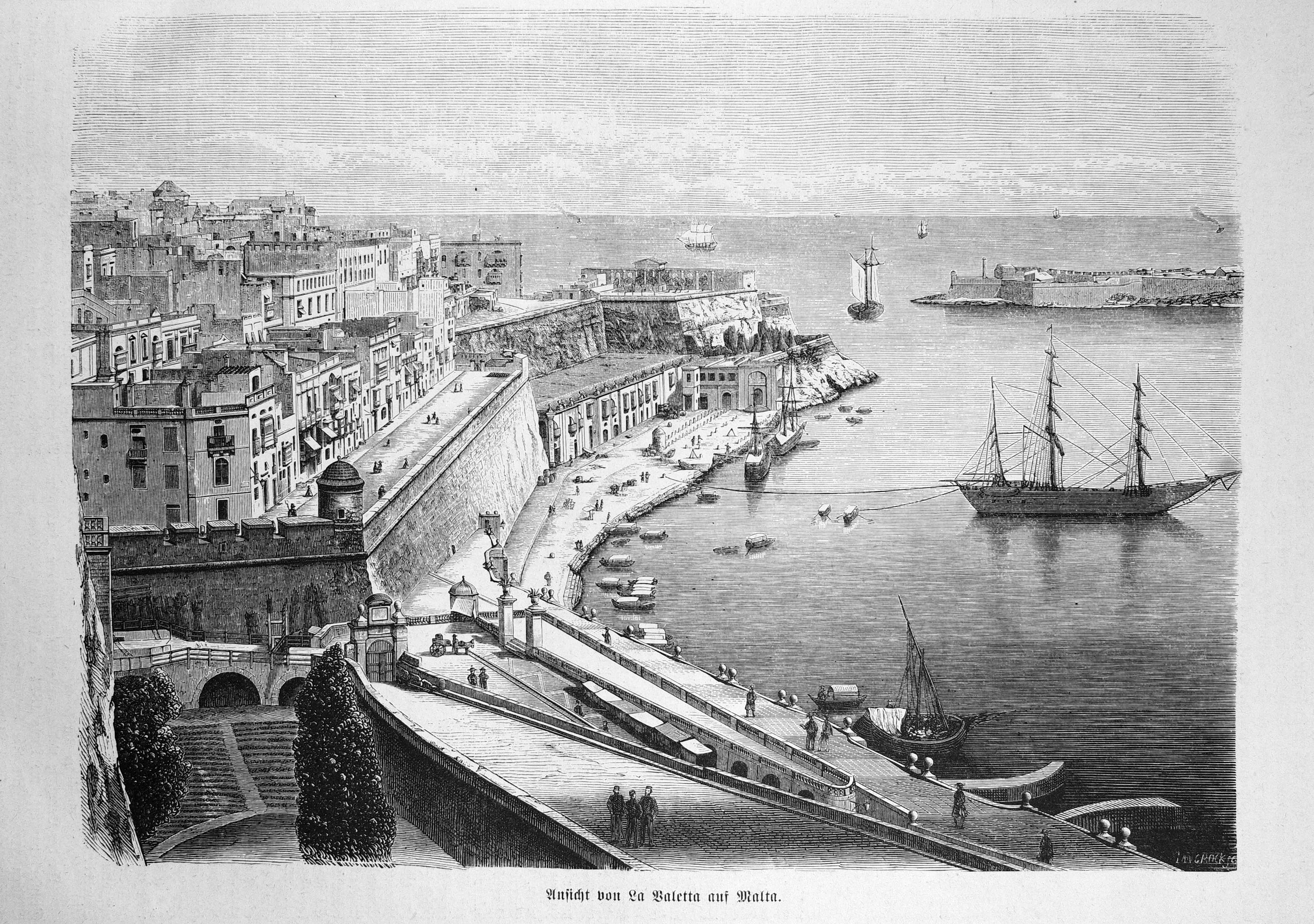
Widok Valletty w roku 1874, część ogrodu widoczna w lewym dolnym rogu

Wkrótce po je ukończeniu, Wielki Mistrz zarekwirował to miejsce i wybudował tam letnią rezydencję z ogrodem. Był w nim belweder i fontanny, zasilane wodą z akweduktu Wignacourta. Ogród został centralnym punktem mariny Valletty, gdzie znajdował się też kościół Matki Bożej z Liesse, Fontanna Neptuna oraz Del Monte Gate. Okolica stała się jedną z najbardziej malowniczych części Valletty, w wiekach XVII-XIX uwieczniona została na kilku obrazach.
W ogrodzie, zaprojektowanym w stylu barokowym przez architekta Francesco Buonamici, rosły wiecznozielone drzewa owocowe, głównie cytrynowe i pomarańczowe. Uroku dodawał łuk triumfalny (brama) oraz dwie wyszukane w kształcie, barokowe fontanny z rzeźbami o tematyce mitologicznej.
Do roku 1839 w letniej rezydencji Wielkiego Mistrza mieściły się biura inspektora wydziału kwarantanny oraz portu Valletta.

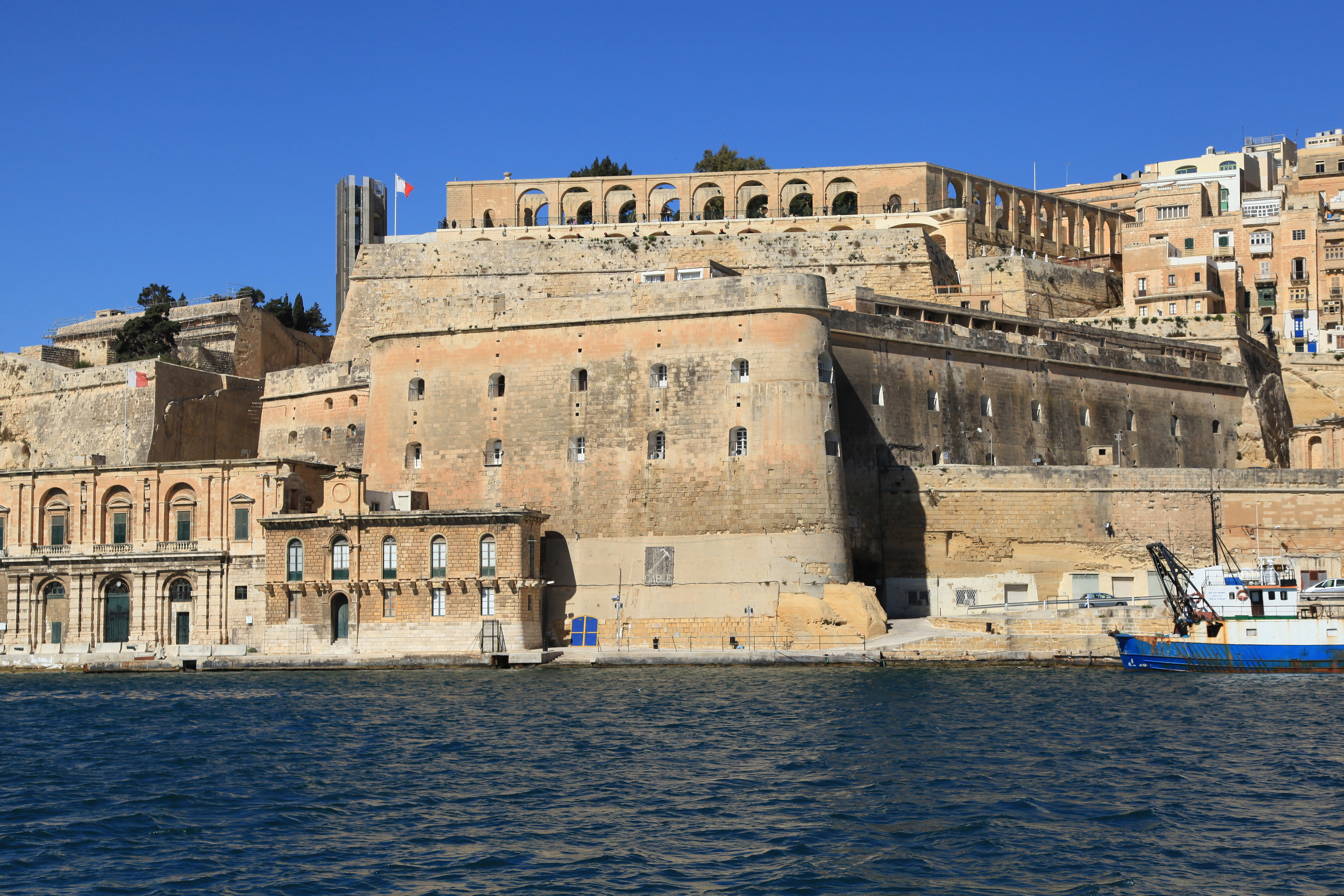
Bateria Lascaris zbudowana została na miejscu ogrodu

Letnia rezydencja oraz część ogrodu zburzone zostały w połowie XIX wieku, aby zrobić miejsce pod baterię Lascaris, fortyfikację z kazamatami, budowaną przez armię brytyjską w celu zapewnienia obrony Grand Harbour, a zwłaszcza niedawno zbudowanym suchym dokom. W końcu, w latach 1980., pozostała część ogrodu zabudowana została blokami z mieszkaniami socjalnymi.

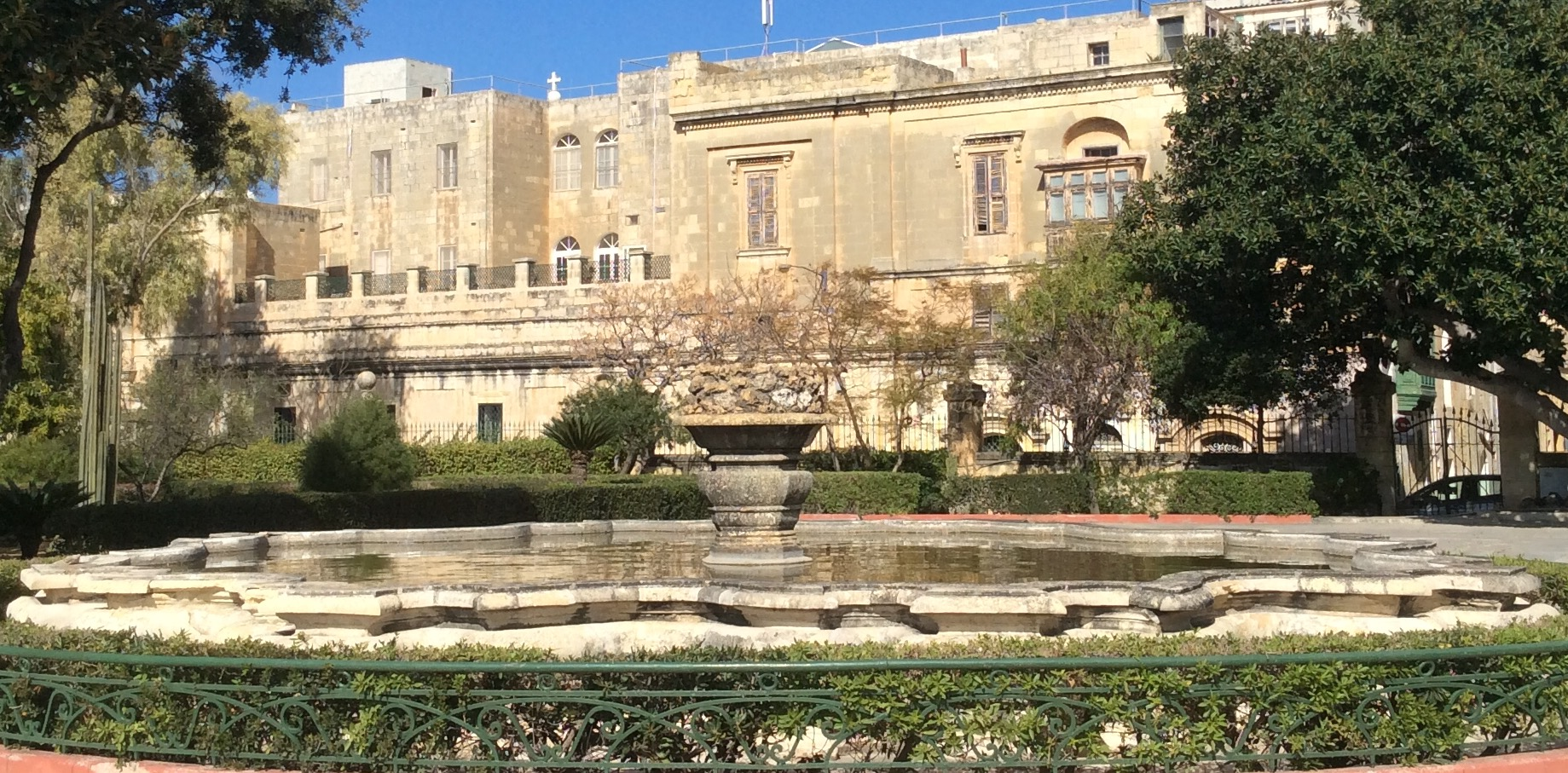
Fontanna oryginalnie postawiona w Ġnien is-Sultan, dziś w ogrodach Argotti we Florianie

Bardzo wiele pozostałości z ogrodu przetrwało do naszych czasów. Dolna część schodów, które prowadziły do letniej rezydencji Wielkiego Mistrza, jest wciąż widoczna u podstawy Baterii Lascaris. Ogrodowy belweder również się zachował. Fontanna z ogrodu została odkryta w roku 1956 podczas przekopywania ruin, przeniesiono ją do Argotti Gardens we Florianie, gdzie pozostaje do dzisiaj. Ma ona wklęsły basen z ozdobnymi, w stylu toskańskim, elementami brzegu.
Belweder i fontanna zaliczone są przez Malta Environment and Planning Authority do zabytków narodowych stopnia 1.
Druga fontanna jest wciąż na miejscu. Została odnowiona w roku 1987, i wtedy też jej działalność została powtórnie zainaugurowana przez ministra Ugo Mifsud Bonniciego. Umieszczono też wtenczas na fontannie pamiątkową tablicę.